# Улица Бабушкина (Иркутск)
Улица Ба́бушкина (ранее Зверевская) — улица в Правобережном округе города Иркутска. Расположена в историческом центре между параллельными ей улицами Декабрьских Событий и Карла Либкнехта, проходит с северо-запада на юго-восток от улицы Карла Маркса до улицы Дзержинского.

## История
Оформилась во 2-й половине XVIII века. Первоначальная застройка почти полностью погибла в пожаре 1879 года. Большая часть сохранившихся зданий построена в конце XIX века.
В ноябре 1920 года переименована в память революционера-большевика И. В. Бабушкина (1873—1906).

## Достопримечательности
- дом 1 а — бывший дом Трутневой, деревянный, построенный в конце XIX века;
- дом 2 — бывший доходный дом Кирикова, деревянный, построенный в 1880-е;
- дом 3а — деревянный особняк конца XIX — нач. XX;
- дом 5 — доходный дом конца XIX — нач. XX века;
- дом 6 а — каменный жилой дом середины XIX века;
- дом 7 — бывший дом Яремского, деревянный, XIX век;
- дом 9 — деревянный доходный дом конца XIX — нач. XX века;
- дом 10 (а, б, в) — бывшая усадьба Рассушина, конец XIX — нач. XX века;
- дом 11а — бывший доходный дом Шкурина, деревянная постройка нач. XX века;
- дом 11б — доходный дом нач. XX века;
- дом 12 а — бывший дом Винтовкина, постройка конца XIX века;
- дом 13 а — деревянный доходный дом конца XIX века;
- дом 15 а — деревянный доходный дом конца XIX века;
- дом 17 а — бывший особняк Жигалова, дерево, 1880-е;
- дом 17 б — деревянный доходный дом конца XIX века;
- дом 19 а — каменный доходный дом конца XIX — нач. XX века.